# Hieronim Orzechowski
Hieronim Orzechowski herbu Oksza (ur. ok. 1670, zm. 1725) – podstarości sanocki w 1716 roku,  kasztelan przemyski, podstoli lwowski, syn Samuela.
Związany był z wojskowo-dworskim otoczeniem króla Jana III Sobieskiego. Ok. 1694 został kapitanem pułku piechoty znaku królewskiego. W 1707 został komisarzem dla nadzoru prowiantowania wojsk carskich z ziemi sanockiej. W 1712 sejmik wiszeński powierzył mu funkcję sędziego skarbowego. W latach 1713–16 był podstolim lwowskim. W 1716 został kasztelanem przemyskim, pełniąc urząd do śmierci. 
Żonaty: z Justyną Stadnicką, córką Wiktoryna. Miał dwóch synów: Jana i Piotra.